# Heartache Every Moment / Close to the Flame
"Heartache Every Moment / Close to the Flame" é uma canção escrita por Ville Valo, gravada pela banda HIM.
É o terceiro single do terceiro álbum de estúdio lançado a 27 de Agosto de 2001, Deep Shadows and Brilliant Highlights. É o primeiro e único single duplo da banda.

## Paradas
| Paradas                 | Posições |
| ----------------------- | -------- |
| Finlândia - Mitä hittiä | 2        |